# Celastrina sugitanii
Celastrina sugitanii är en fjärilsart som beskrevs av Matsumura 1927. Celastrina sugitanii ingår i släktet Celastrina och familjen juvelvingar. Inga underarter finns listade i Catalogue of Life.

## Bildgalleri

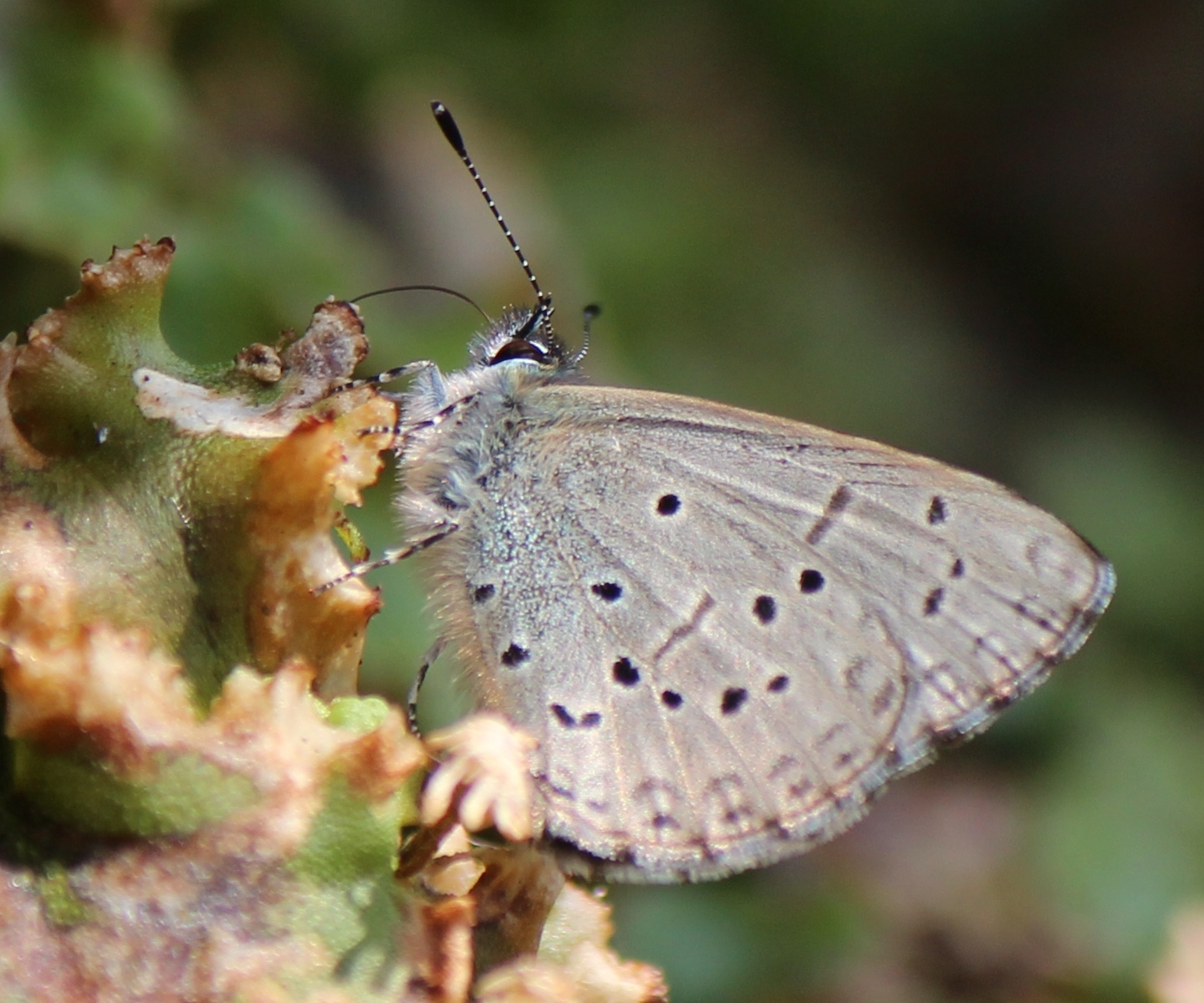